# Ричард Скот Пратер
Ричард С. Пратер (на английски: Richard S. Prather) е американски писател на произведения в жанра трилър, криминален роман и научна фантастика. Писал е и под псевдонимите Дейвид Найт (David Knight) и Дъглас Ринг (Douglas Ring).

## Биография и творчество
Ричард Скот Пратер е роден на 9 септември 1921 г. в Санта Ана, Калифорния, САЩ. Следва една година в колежа на Ривърсайд, Калифорния. По време на Втората световна война в периода 1942 – 1945 г. служи в търговския флот на САЩ. След демобилизацията си се жени за Тина Хагър и работи като като цивилен главен чиновник на излишното имущество във военновъздушната база Марч в Ривърсайд, като през това време започва да пише. През 1949 г., с помощта на съпругата си, напуска работата си, преместват се в Лагуна Бийч и той се посвещава на писателската си кариера.
Първият му роман „Случаят с изчезващата красота“ от поредицата „Шел Скот“ е издаден през 1950 г. Героят му, частният детектив Шелдън „Шел“ Скот, е бивш морски пехотинец, ветеран от Втората световна война, който е с побеляла коса, счупен нос и е загубил част от ухото си от японски куршум в Битката за Окинава. Районът му на дейност е под яркото слънце на Холивуд, карайки първо канареножълт Кадилак от 1936 г., а след това и последен модел в „червено-синьо“. Първият му случай е за убийство на красавици, които са и негова слабост. Романът има много добър успех и е началото на дълга популярна поредица от 43 книги.
Заради съдебен спор с издателя си, през 1975 г. спира да пише и той и съпругата му започват успешен бизнес с отглуждане на авокадо. Завръща се към писателската си кариера през 1987 г. с романа „Ефектът на Амбър“. Последният му роман от поредицата, „Боговете на смъртта“, макар и завършен приживе, е публикуван посмъртно.
Произведенията му са издадени в над 40 милиона екземпляра по света. През 1986 г. получава наградата „Шеймъс – Окото“ за цялостното си творчество. Два пъти е член на борда на директорите на Асоциацията на писателите на трилъри на Америка.
Ричард Скот Пратер умира от дихателна недостатъчност в старчески дом на 14 февруари 2007 г. в Седона, Аризона. Той завещава колекцията си от ръкописи на Университета на Уайоминг, в Ларами, Уайоминг.

## Произведения

### Самостоятелни романи
- Lie Down, Killer (1952)[1][3]
- The Peddler (1952) – като Дейвид Найт
- Dragnet: Case No. 561 (1956) – като Дъглас Ринг

### Поредица „Шел Скот“ (Shell Scott)
1. The Case of the Vanishing Beauty (1950)[1][2][3]
2. Bodies in Bedlam (1951)
3. Everybody Had a Gun (1951)
4. Find This Woman (1951)
Открий тази жена, изд. „Албор“ (1994), прев. Станислава Миланова
5. Dagger of Flesh (1952)
6. Darling, It's Death (1952)
7. Way of a Wanton (1952)
8. Always Leave 'em Dying (1953)
9. Pattern for Panic (1954)
10. Over Her Dear Body (1959)
11. Ride a High Horse (1953) – издаден и като Too Many Crooks
12. Strip for Murder (1955)
13. The Wailing Frail (1956)
Фатална грешка, изд. „Албор“ (1994), прев. Тихомир Шамутков
14. The Deadly Darling (1957)
15. Have Gat – Will Travel (1957)
16. Three's a Shroud (1957)
17. Slab Happy (1958)
18. Take a Murder, Darling (1958)
19. Double in Trouble (1959) – със Стивън Марлоу
20. Dance with the Dead (1960)
21. Dig That Crazy Grave (1961)
22. Shell Scott's Seven Slaughters (1961)
23. Kill the Clown (1962)
24. Joker in the Deck (1964)
25. The Cockeyed Corpse (1964)
26. Dead Heat (1963)
27. The Trojan Hearse (1964)
28. Dead Man's Walk (1965)
29. Kill Him Twice (1965)
30. The Meandering Corpse (1965)
31. The Kubla Khan Caper (1966)
32. Gat Heat (1967)
33. The Cheim Manuscript (1969)
34. Kill Me Tomorrow (1969)
35. The Shell Scott Sampler (1969)
36. Dead-Bang (1971)
37. The Sweet Ride (1972)
38. The Sure Thing (1975)
39. The Amber Effect (1986)
40. Shellshock (1987)
41. The Death Gods (2011)

новели към поредицата
- Crime of Passion (2018)
- Butcher (2022)
- Code 197 (2022)

### Новели
- The Sleeper Caper (2009)[1]

### Сборници
- Squeeze Play (2012)[1]